# Acrophoca longirostris
Acrophoca longirostris (лат.) — вымерший плиоценовый вид настоящих тюленей, чьи окаменелости были обнаружены в Перу и Чили. 
Ископаемые остатки тюленя были найдены рядом с такими вымершими животными, как морские ленивцы Thalassocnus и обладавшие бивнями китообразные Odobenocetops, а также с современными животными, такими как афалины, бакланы и олуши.

## Описание
Acrophoca longirostris был около 1,5 метра в длину и не так хорошо приспособлен к плаванию, как современные тюлени. У него были менее развитые ласты и менее обтекаемая шея. Это может означать, что он держался в основном у берегов. Его диета, вероятно, состояла в основном из рыбы.